# Wilhelm von Löw zu Steinfurth
Wilhelm Carl Gottlieb Curd von Löw zu Steinfurth (* 9. Juli 1805 in Hanau; † 13. Mai 1873 in Darmstadt) war ein hessischer Gutsbesitzer und Politiker und Abgeordneter der Zweiten Kammer der Landstände des Großherzogtums Hessen.

## Leben
Wilhelm von Löw zu Steinfurth war der Sohn des Gutsbesitzer Gorg von Löw zu Steinfurth und dessen Ehefrau Luise, geborene Freiin Diede zum Fürstenstein und evangelisch. Die Pianistin Louise Diede zum Fürstenstein war seine Großmutter. Löw zu Steinfurth war von 1842 bis 1873 Kammerherr in Darmstadt.
Von 1862 bis 1872 gehörte er der Zweiten Kammer der Landstände an. Er wurde für den grundherrlichen Adel gewählt. In der Kammer vertrat er liberal-konservative Positionen.
Er heiratete am 24. Dezember 1833 Fanny geborene von Kopp (* 26. November 1810). Das Paar hatte mehrere Kinder:
- Agnes (* 16. Februar 1835) ⚭ 1853 Arnold von Biegeleben (* 1. November 1822; † 3. Dezember 1892)
- Emma (* 16. August 1837) ⚭ 1883 Friedrich von Stockhausen, preußischer Oberst a. D.
- Adelheid (* 14. Oktober 1842)